# Xenopirostris damii

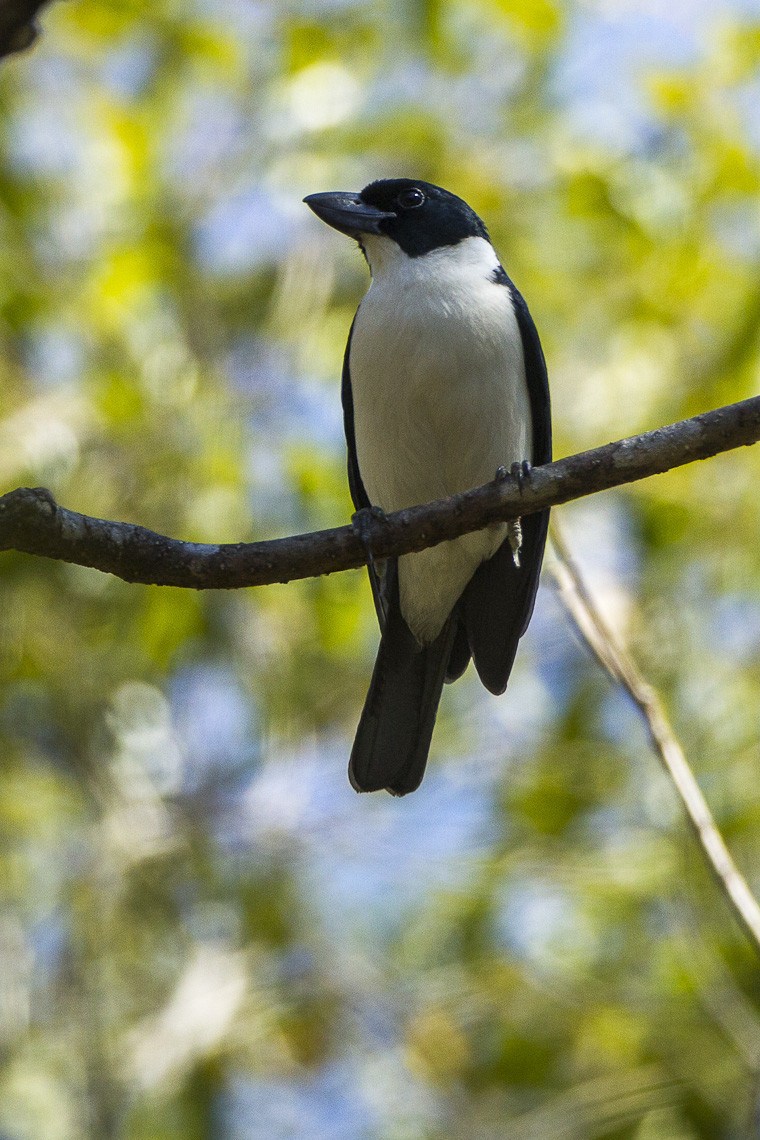
Vanga de Van Dam posada en un árbol.

El vanga de Van Dam (Xenopirostris damii) es una especie de ave en la familia Vangidae. Se encuentra amenazada por pérdida de hábitat.

## Distribución y hábitat
Es endémica de Madagascar. Su hábitat natural son los bosques secos subtropicales o tropicales.